# مایا ساندو
مایا ساندو (انگلیسی: Maia Sandu؛ زادهٔ ۲۴ مهٔ ۱۹۷۲) سیاستمدار اهل مولداوی است. وی از ۸ ژوئن ۲۰۱۹ تا ۱۴ نوامبر ۲۰۱۹ نخست‌وزیر این کشور بود.
مایا ساندو در انتخابات ریاست‌جمهوری سال ۲۰۲۰ مولداوی با کسب بیش از ۵۷ درصد آرا به‌عنوان نخستین رئیس‌جمهور زن مولداوی به ریاست‌جمهوری رسید. ساندو در انتخابات ریاست‌جمهوری مولداوی در سال ۲۰۲۴ مجدداً به‌عنوان رئیس‌جمهور انتخاب شد.